# فوزية صالح
فوزية بنت صالح (من مواليد 13 يوليو 1959) هي سياسية ماليزية شغلت منصب نائب الوزير في دائرة رئيس الوزراء المسؤولة عن الشؤون الدينية في إدارة تحالف الأمل (PH) في عهد رئيس الوزراء السابق مهاتير محمد. والوزير السابق مجاهد يوسف راوة من يوليو 2018 إلى انهيار إدارة تحالف الأمل في فبراير 2020. كما شغلت منصب عضو البرلمان عن كوانتان منذ مارس 2008. وهي عضو في حزب عدالة الشعب (PKR) وهو حزب ينتمي إلى ائتلاف المعارضة لتحالف الأمل.

## حياتها السياسية
في المرحلة الأولى من حركة الإصلاح في ماليزيا، كانت فوزية صالح واحدة من قادة منظمة إسلامية غير حكومية، وهي جماعة الإصلاح الماليزية، المعروفة على نطاق واسع باسم (JIM). انضمت إلى حزب العدالة الوطنية الذي تأسس في 4 أبريل 1999. دمج حزب العدالة الوطنية لاحقًا مع حزب الشعب الماليزي الأقدم لتأسيس حزب عدالة الشعب في 3 أغسطس 2003.